# Going Out in Style
Going Out in Style è il settimo album in studio dei Dropkick Murphys, pubblicato il 1º marzo 2011. È il secondo album di inediti pubblicato dall'etichetta Born & Bred Records, che segna la fine del periodo senza nuovi album più lungo della band: il precedente, The Meanest of Times, era stato pubblicato nel 2007.

## Il disco
Going Out in Style è un concept album, e riunisce le precedenti esperienze del gruppo e il tipico folklore irlandese nella storia di un personaggio immaginario di nome Cornelius Larkin: il disco racconta il viaggio di Larkin, un immigrato irlandese, sia attraverso il racconto in prima persona dello stesso che secondo l'interpretazione della band. Le note di copertina contengono un necrologio dello stesso Larkin scritto dall'autore Michael Patrick MacDonald. Il gruppo ha affermato che la storia completa del viaggiatore potrebbe essere narrata nel sito ufficiale della band, o addirittura potrebbe venirne scritto un libro.
Il disco contiene le importanti partecipazioni di Bruce Springsteen, del leader dei NOFX Fat Mike, di Chris Cheney dei The Living End e dell'attore e comico Lenny Clarke. Nell'ultima traccia compare anche Pat Lynch, padre del chitarrista James Lynch. Il 18 febbraio 2011 la rivista Rolling Stones ha cominciato lo streaming della traccia Memorial Day sul sito ufficiale. Il 2 febbraio 2011 Alternate Press ha diffuso lo streaming della traccia Hang 'em High.

## Tracce
1. Hang 'Em High – 3:59
2. Going Out in Style (feat. Fat Mike, Chris Cheney e Lenny Clarke) – 4:08
3. The Hardest Mile – 3:26
4. Cruel – 4:21
5. Memorial Day[5] – 2:59
6. Climbing a Chair to Bed – 2:59
7. Broken Hymns – 5:03
8. Deeds Not Words – 3:41
9. Take 'Em Down – 2:11
10. Sunday Hardcore Matinee – 2:43
11. 1953 – 4:14
12. Peg o' My Heart (feat. Bruce Springsteen)[6] – 2:20
13. The Irish Rover (Tradizionale) (feat. Pat Lynch) – 3:39
14. I Really Hope Patrick Morrison Isn't My Father... (Bonus Track)